# Перламутровка фрейя
Перламутровка фрейя (Boloria freija или Clossiana freija) — бабочка из семейства Nymphalidae с циркумбореальным распространением. Она населяет верховые болота и тундру. Её ареал включает Северную Европу к северу от 60° с. ш., иногда и более южные местонахождения на Урале, в Сибири, на Дальнем Востоке России, в горах Северной Монголии и Хоккайдо, а также Северную Америку, где ареал этого вида в Скалистых горах доходит до 35° с.ш. Личинки питаются на морошке (Rubus chamaemorus), дриадах (Dryas sp.), голубике (Vaccinium uliginosum), альпийской (Arctostaphylos alpina) и обыкновенной толокнянках (A. uva-ursi), водянике (Empetrum nigrum), золотистом (Rhododendron aureum) и лапландском рододендронах (Rh. lapponicum). Для этого вида свойственно одно поколение каждые два года.

## Этимология названия
Названа в честь Фрейи, богини любви и войны в германо-скандинавской мифологии, жительницы Асгарда.

## Подвиды
- Boloria freija freija от Скандинавии до Канады.
- Boloria freija browni (Higgins, 1953) в Скалистых горах в США.
- Boloria freija jakutensis (Wnukowsky, 1927)
- Boloria freija pallida (Elwes, 1899)
- Boloria freija tarquinius (Curtis, 1835) арктические тундры Канады.